# Schutzhaftlager Welzheim
Das Schutzhaftlager Welzheim (Polizeigefängnis, Gestapogefängnis, umgangssprachlich auch KZ Welzheim) war ein Lager der Gestapo in der württembergischen Stadt Welzheim östlich von Stuttgart.

## Lager
Die Gestapo Stuttgart übernahm 1935 das ehemalige Amtsgerichtsgefängnis Welzheim. Das drei Stockwerke hohe, viereckige Gebäude, das um 1820 erbaut worden war, lag direkt hinter dem ehemaligen alten Amtsgericht, das als Kommandantur und Wohnung des Lagerleiters verwendet wurde, am oberen Marktplatz. Das dazugehörige 1500 m² große Gelände lag zwischen der heutigen Schillerstraße und der Murrhardter Straße mitten in der Stadt und war mit einer fünf Meter hohen Mauer umzäunt.

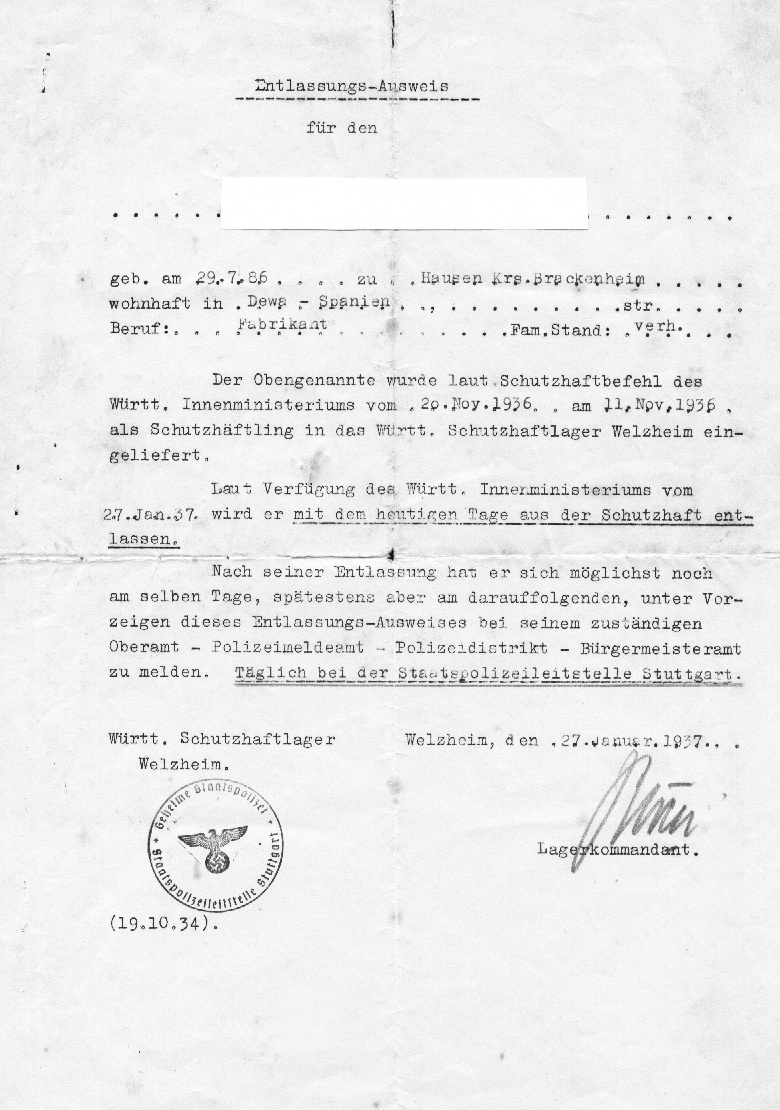
Entlassungs-Ausweis eines Häftlings des Schutzhaftlagers Welzheim. 27. Januar 1937

Karl Bergmann war der erste Häftling und bekam die Nummer 1.
Das Lager hatte verschiedene Funktionen, zumal ausländische Häftlinge erst mit Kriegsbeginn hinzukamen. Unter anderem wurden zahlreiche der rund 2.000 jüdischen Männer, die nach der Reichspogromnacht vom 9. November 1938 überall in Baden, Württemberg und Hohenzollern verhaftet worden waren, ins KZ Welzheim gebracht. Viele der Häftlinge warteten in Welzheim, bis geklärt war, was weiter mit ihnen geschehen sollte. Für viele war es ein Durchgangslager zum KZ Dachau oder zu anderen KZ (Buchenwald, Häftling Willi Bleicher) oder in die Arbeitserziehungslager. Andere blieben nur kurze Zeit zur „Disziplinierung“ in Welzheim und wurden wieder entlassen, wieder andere kamen dorthin, um sie „fertigzumachen“. Ebenso waren polnische Häftlinge dort, denen „verbotene“ Kontakte zu deutschen Frauen vorgehalten wurden und die in ihren Herkunftsorten im Württemberger Raum oder aber im Welzheimer Steinbruch erhängt wurden; andere, namentlich auch sechs russische Häftlinge, kamen eigens zur Erschießung dorthin. Die Häftlinge arbeiteten in Kolonnen in Fabriken, im Gelände, bei Forstarbeiten oder bei Bauern. Die zwei Häftlingsschneider arbeiteten auch für die private Garderobe des Stuttgarter Leitungspersonals, der Wachleute oder deren Ehefrauen/Haushaltungen. Eine kleine Anzahl von Häftlingen, nämlich wenige Schreiner, wurden die ganze Zeit in Welzheim gehalten, wo sie in der Lagerschreinerei unter anderem Möbel (Schreibtische) herstellten oder die Bauschreinerarbeiten für das 1942 im benachbarten Rudersberg errichtete Frauen-Arbeitserziehungslager ausführten. In der Lagerschreinerei wurde nach einer aus Stuttgart gelieferten Zeichnung eine besondere Falltreppe für Erhängungen gefertigt, während im Gefängnishof ein transportabler Galgen gezimmert wurde, mit dem auch zu Erhängungen über Land gefahren wurde.
Hinrichtungen fanden im sogenannten Henkersteinbruch statt, mindestens 65 Personen wurden hingerichtet.

### Auflösung
Das Lager Welzheim wurde am 25. April 1945 evakuiert. In Eilmärschen wurden die Gefangenen unter starker Bewachung in Richtung Bodensee mit dem Ziel Ötztaler Alpen getrieben. Kein Gefangener sollte den nachrückenden alliierten Truppen lebend in die Hände fallen. Anfang Mai 1945 flüchteten die letzten Lagerwachen, nachdem sie zuvor alle Akten verbrannt hatten. Da dies auch in der Gestapo Stuttgart geschah, sind heute kaum noch Unterlagen vorhanden.
Als man einen Häftling nach 1945 fragte, ob es in Welzheim eine Folterkammer gegeben habe, sagte er, dass das ganze Lager eine einzige Folterkammer gewesen sei.

### Vermächtnis eines unbekannten Insassen
Beim Abbruch des ehemaligen KZ-Gebäudes wurde ein Holzbrett gefunden, auf dem folgender Spruch eingeritzt wurde:
Das Schloß springt bald / ob’s noch so sehr vergittert / geh deine Bahn / aufrecht und unerschüttert

## Kommandanten
Gründer und Kommandant von 1935 bis 1940 war Karl Buck, SS-Nummer 490187, Oberleutnant a. D. Er legte selbst nie Hand an einen Häftling und galt deswegen als sogenannter Schreibtischtäter. Seine äußere Erscheinung ähnelte der Hitlers. Indem er Häftlinge lautstark beschimpfte, gab er das Signal für die Wachleute zum Prügeln der Häftlinge. 1945 wurde er inhaftiert, zu Zuchthaus und mehrfach zum Tode verurteilt, 1955 aber freigelassen; bis an sein Lebensende 1977 war er Hühnerzüchter.
Kommandant von 1940 bis 1945 war Hermann Eberle, seit 1934 SS-Mitglied. Er kam 1935 nach Welzheim und übernahm die Leitung, als Buck versetzt wurde. 1945 inhaftiert und 1947 zu 13-jähriger Freiheitsstrafe verurteilt, beging er am 28. Oktober 1949 während der mehrtägigen Spruchkammerverhandlung in Ludwigsburg im Gefängnis in Schorndorf, wo er untergebracht war, Suizid.

## Bekannte Häftlinge
- Julius Baum (1882–1959), Hochschullehrer und später Museumsdirektor in Stuttgart
- Reinhold Bechtle (1907–1938), Widerstandskämpfer – starb hier
- Wilhelm Bechtle (1906–1971), Politiker und Widerstandskämpfer
- Willi Bleicher (1907–1981), der spätere IG Metall-Vorsitzende
- Emil Bock (1895–1959), Anthroposoph
- Max Burghardt (1893–1977), Schauspieler, Intendant und späterer Präsident des Kulturbundes der DDR
- Theodor Dipper (1903–1969), evangelischer Pfarrer
- Oskar Dirlewanger (1895–1945), Offizier der Waffen-SS und Kriegsverbrecher
- Hans Gasparitsch (1918–2002), Widerstandskämpfer
- Kurt Gerstein (1905–1945), Hygienefachmann der Waffen-SS
- Richard Gölz (1887–1975), Kirchenmusiker und Theologe
- Siegfried Gumbel (1874–1942), Rechtsanwalt
- Erich Kahn (1904–1980), Maler, Zeichner und Grafiker
- Otto Kraufmann (1906–1972), von 1948 bis 1971 Wirtschaftsbürgermeister der Stadt Stuttgart
- Hermann Lauster (1901–1964), Pastor
- Leonhard Oesterle (1915–2009), Bildhauer, Zeichner und Kunstlehrer
- Julius Schätzle (1905–1988), Schreiner, badischer Landtagsabgeordneter
- Friedrich Schlotterbeck (1909–1979), einziger Überlebender der Widerstandsgruppe Schlotterbeck aus Luginsland
- Hermann Schlotterbeck (1919–1945), Bruder von Friedrich Schlotterbeck und auch Widerstandskämpfer
- Walter Vielhauer (1909–1986), Gewerkschafter, KPD-Funktionär und Widerstandskämpfer
- Fritz Wandel (1898–1956), KPD-Regionalpolitiker in Reutlingen, Hauptredner beim Mössinger Generalstreik 1933
- Ernst Reden (1914–1942), Oppositioneller der Bündischen Jugend, wegen Homosexualität nach § 175 inhaftiert, befreundet mit den Geschwistern Scholl

## Gedenken
Anlässlich des 75. Jahrestages der Schließung des KZ Welzheim am 15. April 2020 wurde der Platz vor der ehemaligen Kommandantur des Lagers in Hermann-Schlotterbeck-Platz umbenannt.
Am 27. April 2025 wurde in einem erhaltenen Nebengebäude der ehemaligen Kommandantur am Hermann-Schlotterbeck-Platz, eine Gedenk- und Dokumentationsstätte zur Geschichte des Schutzhaftlagers Welzheim eröffnet.